# Small Faces
Gli Small Faces sono stati un gruppo musicale britannico formatosi nel 1965 a Londra, ricordati come una delle più acclamate e influenti band mod degli anni sessanta.

## Storia
Gli Small Faces furono fondati a Londra, nella zona popolare di Newham nel 1965 dal cantante e chitarrista Steve Marriott e dal bassista Ronnie Lane, ai quali si aggiunsero il batterista Kenney Jones, e Jimmy Winston, presto rimpiazzato da Ian McLagan come tastierista. Il gruppo ottenne un notevole successo in patria, raggiungendo la top ten con 8 singoli nel periodo 1966-68 e il n.1 assoluto nel 1966 con il singolo All or Nothing, ma al contrario di altri gruppi britannici loro contemporanei, il loro riscontro commerciale in USA fu deludente, non entrando mai nella Top 10 di Billboard.
La fine del gruppo viene datata con l'abbandono, nel 1968, da parte di Steve Marriott che fonderà gli Humble Pie con Peter Frampton, mentre gli altri tre con Ron Wood e Rod Stewart avranno fortuna nei Faces nel corso dei primi anni settanta.
Nel 1976, in coincidenza col fortunato rilancio di Itchycoo Park e di Lazy Sunday, Marriott, Jones e McLagan riformeranno il gruppo con Rick Wills (che suonò nell'album Frampton's Camel) e Jimmy McCullouch (ex Wings). Gli Small Faces "reunion", effettueranno alcuni concerti nella primavera e nell'autunno del 1977 e incideranno un paio di album, Playmates (1977) e 78 in the Shade (1978), per poi sciogliersi definitivamente nel maggio 1978. Dopo sei mesi, Kenney Jones entrerà negli Who per sostituire Keith Moon. Nel 1991 Marriott morirà in un incendio scoppiato nella sua casa, mentre nel 1997 Lane si arrenderà alla sclerosi multipla che lo aveva afflitto a partire dagli anni settanta.

### Ogdens' Nut Gone Flake(1968)
Nel 1968, la band raggiunse l'apice con la pubblicazione il 24 maggio di Ogdens' Nut Gone Flake, album fortemente influenzato dalla psichedelia. L'album divenne poi un classico, con un'innovativa copertina rotonda, la prima nel suo genere, disegnata riprendendo la grafica di una vecchia scatola di tabacco. Raggiunse la prima posizione in classifica in Gran Bretagna, restandovi per 6 settimane, ma non arrivò oltre la 159ª posizione negli Stati Uniti.
Il concept album in due atti è costituito da 6 canzoni originali sulla prima facciata (inclusa la celebre Lazy Sunday), e da una bizzarra "fiaba" psichedelica sul secondo lato costituita da 6 tracce in forma di suite dove vengono narrate le avventure di "Happiness Stan" e della sua ricerca della faccia nascosta della Luna. Il racconto è narrato dall'attore britannico Stanley Unwin, anche se in origine la prima scelta era stata Spike Milligan che rifiutò la proposta.
La critica lodò l'opera, e l'album vendette bene, ma la band si trovò a dover fare i conti con il problema pratico dell'irriproducibilità dal vivo della musica creata in studio. Ogdens' fu eseguito dal vivo per intero solo una volta, negli studi del programma televisivo della BBC Colour Me Pop.

## Formazione
- Steve Marriott, voce, chitarra (1965-1969;1976-1978)
- Ian McLagan, tastiera (1966-1969;1976-1978)
- Rick Wills, basso (1976-1978)
- Kenney Jones, batteria (1965-1969;1976-1978)

### Altri membri
- Ronnie Lane, basso, chitarra, (1965-1969)
- Jimmy Winston, tastiera (1965-1966)

## Discografia

### Album in studio
- 1966 - Small Faces
- 1967 - From the Beginning
- 1967 - Small Faces
- 1968  -There Are But Four Small Faces
- 1968 - Ogdens' Nut Gone Flake
- 1969 - The Autumn Stone
- 1977 - Playmates
- 1978 - 78 in the Shade

### Album dal vivo
- 1978 - Live UK 1969
- 1999 - BBC Sessions: 1965-1968
- 2000 - Autumn Stone
- 2001 - Nice

### Raccolte
- 1969 - The Autumn Stone
- 1970 - In Memoriam
- 1970 - Wham Bam
- 1972 - Early Faces
- 1972 - The History of Small Face
- 1974 - Archetypes
- 1975 - Amen Corner & Small Faces
- 1976 - Rock Roots
- 1999 - Itchycoo Park

### Singoli
- 1965 - Whatcha Gonna Do About It/What's a Matter Baby
- 1965 - I've Got Mine/It's Too Late
- 1966 - Sha-La-La-La-Lee/Grow Your Own
- 1966 - Hey Girl/Almost Grown
- 1966 - All or Nothing/Understanding
- 1966 - My Mind's Eye/I Can't Dance with You
- 1967 - I Can't Make It/Just Passing
- 1967 - Patterns/E Too D
- 1967 - Here Come the Nice/Talk to You
- 1967 - Itchycoo Park/I'm Only Dreaming
- 1967 - Tin Soldier/I Feel Much Better
- 1968 - Lazy Sunday/Rollin' Over (Part II of Happiness Stan)
- 1968 - The Universal/Donkey Rides, a Penny a Glass
- 1969 - Afterglow of Your Love/Wham Bam Thank You Man